# Holga

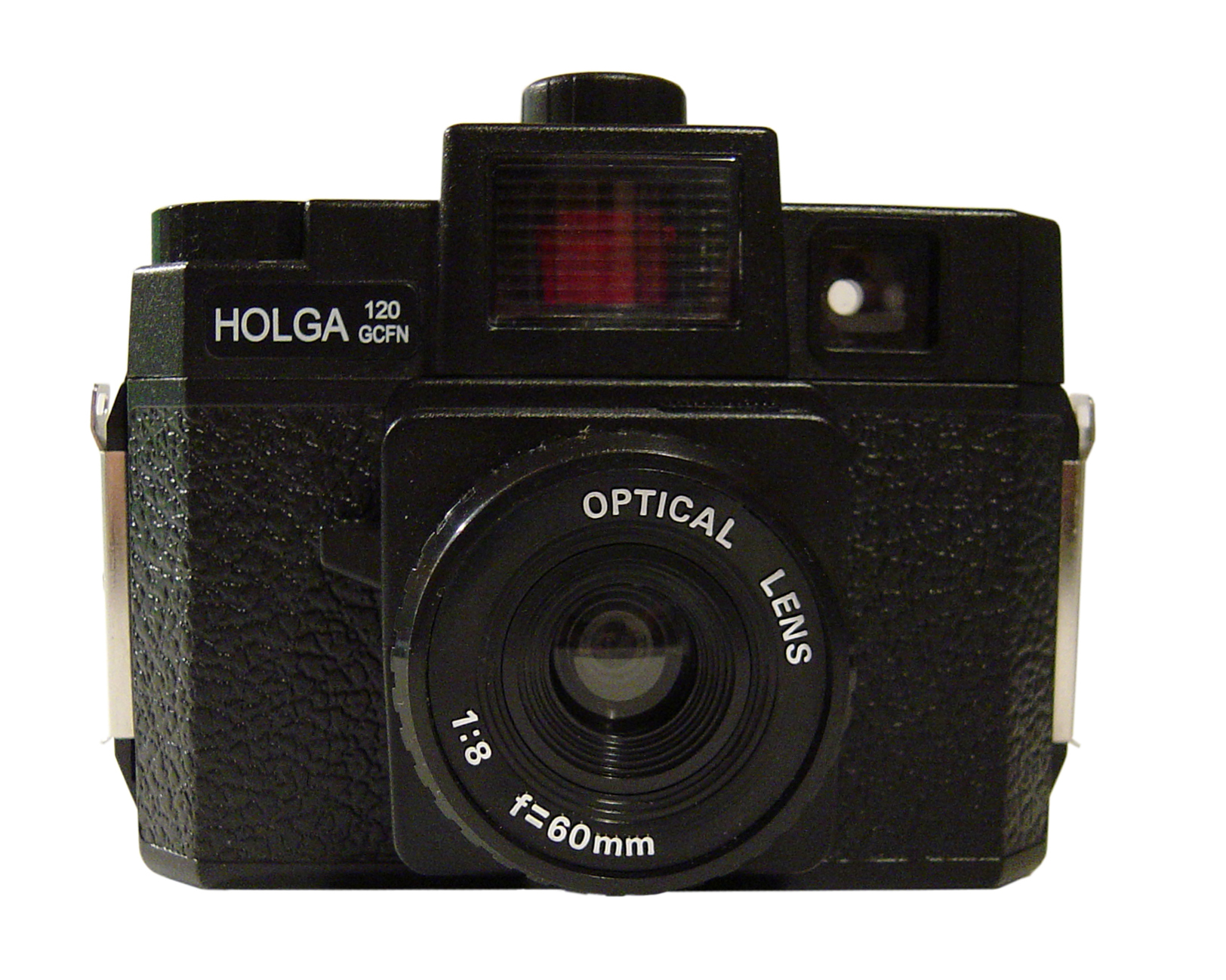
Holga 120 GCFN

Holga è una macchina fotografica economica (definita anche col termine inglese toy camera) fabbricata a Hong Kong da T.M. Lee a partire dal 1981. L'oggetto fece la sua prima comparsa in Cina nel 1982. Proprio perché pensata per il mercato cinese, utilizza pellicole formato 120, a quei tempi il più diffuso di quella nazione.
La costruzione poco costosa e la semplice lente a menisco incorporata delle macchine fotografiche Holga spesso produce foto che presentano vignettature, sfocature, scarsa illuminazione e altre distorsioni che ne sono divenute, col tempo, la cifra stilistica.
Nel dicembre 2015 è stata annunciata la fine della produzione della Holga 120N con la conseguente distruzione degli stampi. Nonostante ciò, nel marzo 2017, il sito Freestyle Photographic Supplies (il maggior rivenditore negli USA) ha annunciato che i macchinari erano stati rilevati da un'altra azienda e la produzione sarebbe ricominciata nel giugno dello stesso anno.

## Storia
Le macchine fotografiche Holga furono in origine destinate a una fascia di mercato accessibile alle classi operaie cinesi, permettendo loro di poter stampare foto a costi contenuti. Il nome della fotocamera deriva dall'espressione ho gwong, che significa molto luminoso.
La Cina stava iniziando ad aprire le proprie porte al mondo e la fotografia riscuoteva un successo strepitoso.
La rapida diffusione della pellicola da 35 mm nel mercato cinese, dovuta all'importazione di apparecchi fotografici dall'estero, diminuì notevolmente la diffusione del 120 mm, e la casa produttrice pensò di rivolgersi ad altri mercati.
Da allora però, il passaparola su una speciale macchina fotografica tutta in plastica di nome Holga iniziò a diffondersi in Occidente, facendola divenire un oggetto cult.
Fu così che furono venduti oltre 250.000 esemplari in 20 diversi paesi, con quello stesso peculiare design originale.

## Modelli
- Holga 120S: il primo modello prodotto di Holga. Disponeva di velocità fissa dell'otturatore, fuoco regolabile, discreta regolazione dell'apertura dell'obiettivo (fatto di plastica), attacco per il flash (che era opzionale) ed inserto per pellicole 6x4,5 cm. Attualmente è fuori produzione
- Holga 120N: versione aggiornata del modello originale con lo stesso obiettivo di plastica, ma in più dispone di attacco per il cavalletto, lampadina per la modalità “esposizione”, contascatti, e un inserto aggiuntivo per pellicole 6x6 cm. Attualmente fuori produzione, ma come già segnalato prossimo al reinserimento nel mercato.
- Holga 120SF: come l'Holga 120S, con l'aggiunta del flash.
- Holga 120GN: come l'Holga 120N, con l'obiettivo in vetro anziché in plastica.
- Holga 120FN: come l'Holga 120N, con l'aggiunta del flash.
- Holga 120GFN: come l'Holga 120FN, con l'obiettivo in vetro anziché in plastica.
- Holga 120CFN: come l'Holga 120FN, con il flash colorato.
- Holga 120GCFN: come l'Holga 120CFN, con l'obiettivo in vetro.

## Obiettivo

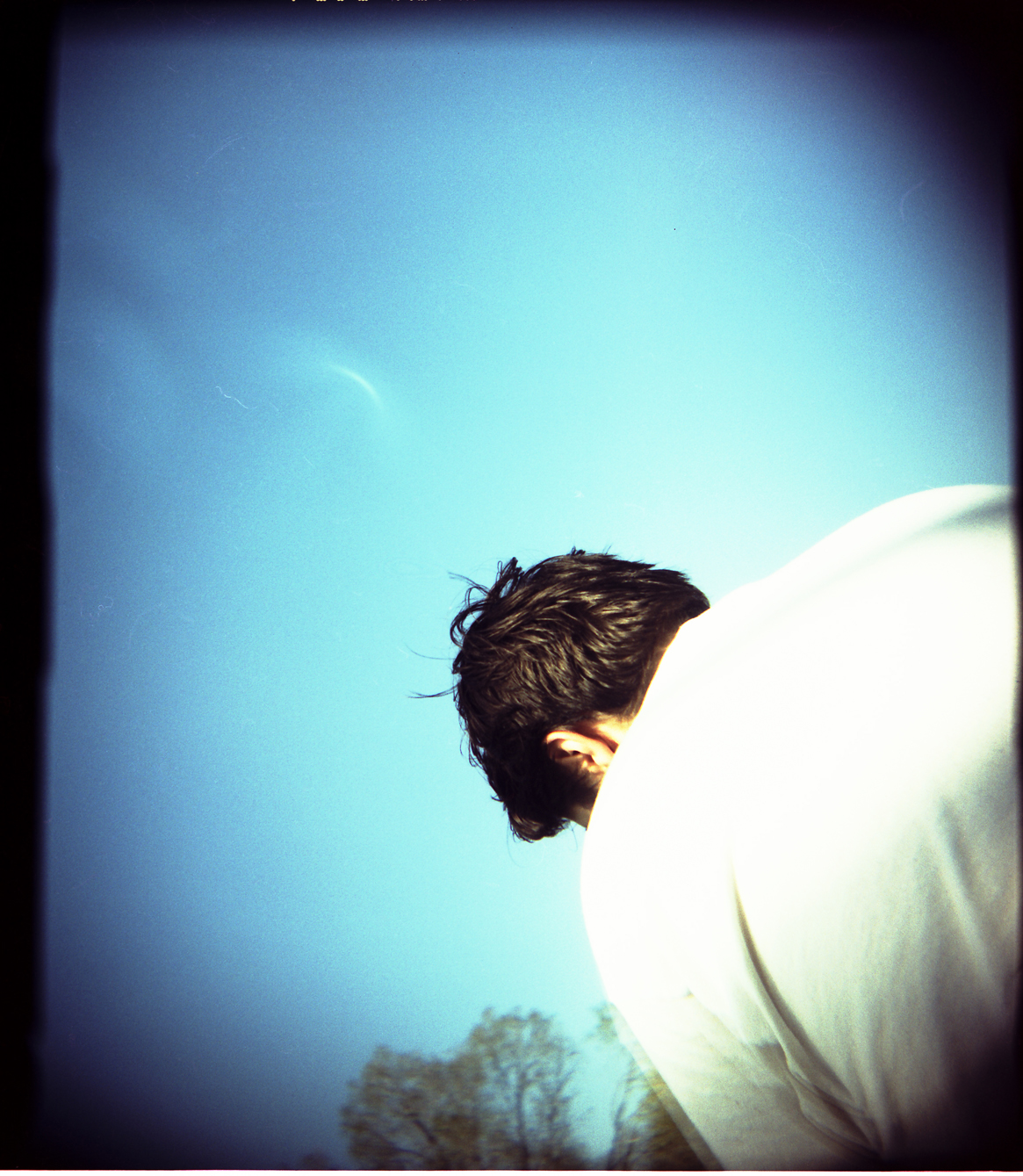
Foto dimostrativa scattata con una macchina fotografica Holga; si noti la caratteristica vignettatura.

La maggior parte delle macchine fotografiche Holga usa una lente fotografica a menisco, compatta, con una distanza focale di 60 millimetri, che consente una messa a fuoco da circa 1 metro all'infinito. Il regolatore dell'apertura dell'obiettivo presenta due modalità: sereno (apertura ristretta) e nuvoloso (apertura ampia). Per via di un difetto di fabbricazione, solo la prima modalità è effettivamente operativa, con un'apertura di circa f/13 (sebbene il regolatore sia facilmente modificabile per permettere l'attivazione anche dell'altra modalità).
A causa della montatura in un unico pezzo, le lenti prodotte dalla Holga a volte generano consistenti sfocature ed aberrazioni cromatiche. Alcune  peculiari versioni Holga (riconoscibili  dalla contemporanea presenza della lettera G e della sigla WOCA) presentano un semplice obiettivo in vetro, mentre, per il resto, sono del tutto identiche alle altre per quanto riguarda la fabbricazione. Sulla pellicola viene impressa la quasi totalità del cerchio di luce proiettato dalla lente; tale inconveniente conferisce la caratteristica vignettatura alle foto scattate con questo tipo di apparecchio.

## Modifiche e varianti
Oltre alla già citata modifica del regolatore dell'apertura, esistono diversi modi per migliorare le prestazioni delle macchine fotografiche Holga:
- La parte interna può essere resa opaca con una vernice nera opaca, così da limitare il fenomeno della vignettatura.
- La lente e (spesso) l'otturatore possono essere sostituiti con un foro stenopeico per ottenere un'ottica per fotografia stenoscopica. Tale variante viene soprannominata "Pinholga".
- L'obiettivo in plastica può essere sostituito con una versione in vetro (la versione Woca), oppure del tutto rimosso.
- I modelli più recenti vengono costruiti con vari inserti opzionali per pellicole 6x4,5 cm e 6x6 cm. Scattare foto senza uno di essi può rendere problematico tenere planare la pellicola formato 120 sul piano di immagine quando si effettua lo scatto.
- Le macchine fotografiche Holga possono essere adattate al formato delle pellicole usate dalla Polaroid. Tale variante, spesso indicata come "Holgaroid", rende inutilizzabile il mirino.
- Posizionando un comune rullino da 35 mm nel vano della pellicola, le esposizioni possono raggiungere le dimensioni di una superficie di una pellicola formato 135.

## Altri problemi
- Il corpo di plastica delle macchine fotografiche Holga è afflitto da difetti che possono far entrare luce nella parte interna, così da compromettere la qualità della foto.
- Sono frequenti anche casi di appannamento e graffiatura dei negativi.